# Uden
Uden je město v Nizozemsku v provincii Severní Brabantsko. V roce 2011 zde žilo 40 712 obyvatel.

## Osobnosti města
- Piet Mondrian (1872 – 1944), malíř, vůdčí osobnost neoplasticismu

## Partnerská města
- Lippstadt, Severní Porýní-Vestfálsko, Německo